# Empidonax difficilis
Empidonax difficilis е вид птица от семейство Tyrannidae.

## Разпространение
Видът е разпространен в Канада, Мексико и САЩ.